# Florica Prevenda
Florica Prevenda (ur. 5 kwietnia 1959 w Dor Marunt, okręg Călărași) – rumuńska malarka.

## Życiorys
W 1984 ukończyła studia z zakresu malarstwa na Uniwersytecie Sztuk Pięknych w Jassach. W latach 1993-1997 prowadziła zajęcia ze studentami Instytutu Sztuk Pięknych w Bukareszcie.

## Twórczość
Pierwszy raz wystawiała swoje prace w 1986 w Galerii Eforie w Bukareszcie na wystawie zbiorowej. Pierwszą wystawę indywidualną prac artystki zorganizowano w 1992 w stołecznej Galerii Caminul Artei. Wystawiała także w Brukseli (Arthus), Amsterdamie (FNV Kiem), w Mediolanie, a także w instytutach kultury rumuńskiej w Londynie i w Wiedniu. Wielokrotnie prace artystki mogli podziwiać polscy miłośnicy sztuki - w Krakowie, Nowym Sączu, Mielcu, Olsztynie i w Szczecinie. W swojej twórczości koncentruje się na relacjach między tożsamością indywidualną, a zbiorową oraz na relacjach między tożsamością rzeczywistą, a wirtualną.

## Nagrody i wyróżnienia
Była dwukrotną laureatką nagród Stowarzyszenia Artystów Rumunii (1986,1982). W 1991 została uhonorowana prestiżową nagrodą Dominus. W 2006 została wyróżniona nagrodą jury na Międzynarodowym Biennale Pasteli w Nowym Sączu.